# Haraly

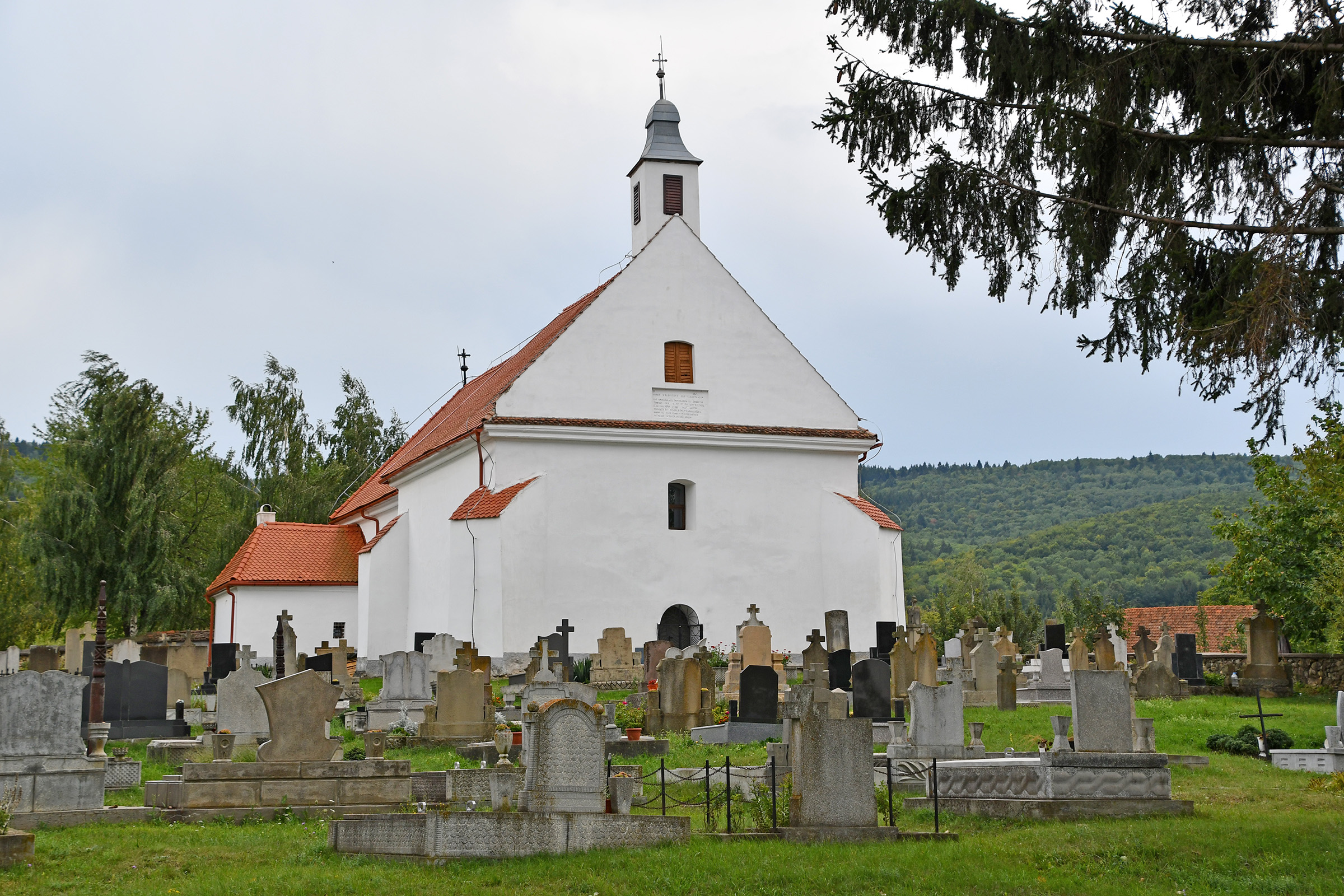
Római katolikus templom

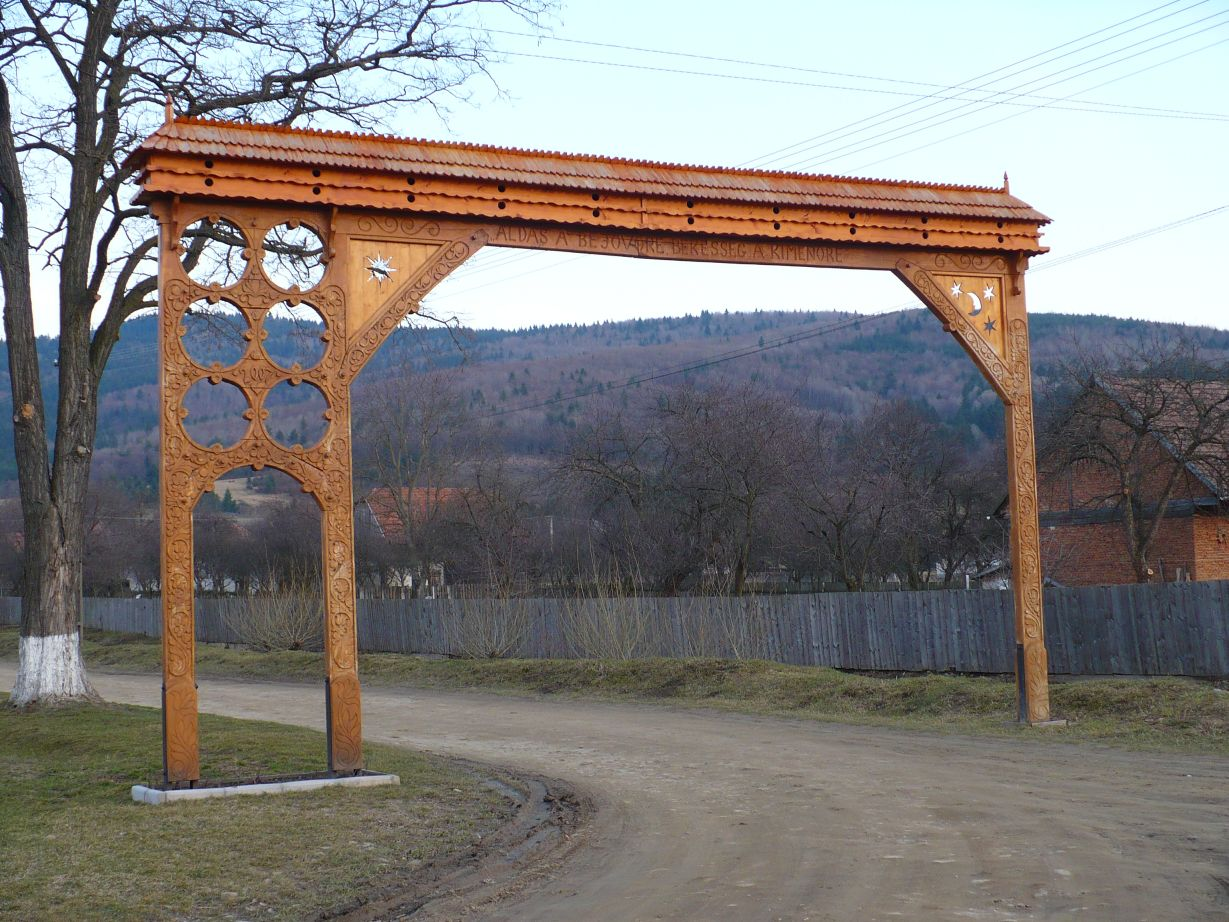
Székelykapu

Haraly (románul: Harale) falu Romániában Kovászna megyében. Közigazgatásilag Gelencéhez tartozik.

## Fekvése
Kézdivásárhelytől 10 km-re délkeletre, a Feketeügybe igyekvő Haraly-patak mellett fekszik.

## Története
A falu felett a 750 m magas Barátok-hegyén őrtorony állott, a hagyomány szerint domonkos kolostor volt ott. Egyesek szerint a faluban egykor egy német lovagok által épített toronyerőd is volt, nyoma nem maradt. Más források a templomosok által fenntartott haralyi birtokról tesznek említést, de ma már nem találni erre nyomokat. Állítólag a templomos lovagok eltűnése után a Johanitták vették birtokba Haraly területét.  Szűz Mária tiszteletére szentelt római katolikus temploma a 15. században épült, 1796-ban barokk stílusban bővítették, 1865-ben javították. 1978-ban egy régi falkép töredéke került napvilágra. 1899-ben a faluban tűzvész pusztított. 1910-ben 406 magyar lakosa volt.
A trianoni békeszerződésig Háromszék vármegye Orbai járásához tartozott. 1992-ben 274 lakosából 272 magyar és 2 román volt.
Haralyt mint a kádárok falvát említhetjük meg, hiszen a két világháború között 30 mesternél is több dolgozott, alkotott itt, termékeiket pedig a környéken és távolabbi vidékeken is árulták. Ma már csak páran dolgoznak, ezek közül megemlíthetjük Szőke Tibor munkáit, aki próbálja megtalálni a múltat és megalkotni azokat az elfeledett tárgyakat és edényeket, amelyeket a már nemlétezők mindennapjaikon használtak. Ezekkel a portékákkal büszkélkedtek Haraly kádárai a múltban, és a ma munkálkodók kötelessége a megőrzés és újra tudatba hozás. Haralyban még nem működik kádár múzeum, de az érdeklődők betekinthetnek a még dolgozó kádárok műhelyébe, beülhetnek a kádározópadba, és a kézvonóval faraghatják a dongát. A haralyi kádárok fenyőfakádárok voltak, de a 40-es évektől tölgyfából és eperfából is készítettek termékeket, ilyenek voltak a kis eperfa hordócskák és a nagyobb méretben készült boros tölgyfa hordók meg ecetes bükkfa hordók. Haraly megmaradása és fejlődése ezen portékák széles körű felhasználásában rejlett. Ma már nagyobb a tét, mert ma a mesterség megmaradása és átadása a cél. Az utolsó kádárok: Szőke Domokos († 2011), Szőke Tibor, Tarcsi János és Veres Imre († 2008).

## Híres emberek
- Itt született 1920-ban Gazda Ferenc nyelvész.